# Надгробие В. Э. Борисову-Мусатову
«Надгро́бие В. Э. Бори́сову-Муса́тову» — памятник из бурого зернистого гранита, установленный на месте захоронения русского художника Серебряного века на высоком берегу реки Оки на окраине города Тарусы в июне 1911 года. Автор надгробия, созданного за год до этого, в 1910 году, — современник и друг Виктора Борисова-Мусатова скульптор-модернист Александр Матвеев. Оно изображает спящего обнажённого мальчика, поэтому среди местных жителей, в художественной литературе и в средствах массовой информации известно как «Уснувший мальчик». В соответствии с легендой, получившей распространение среди жителей Тарусы, на надгробии изображён подросток, которого пытался спасти из воды Борисов-Мусатов. Сам художник при этом якобы простудился, что и повлекло за собой его скорую смерть.
Надгробие неоднократно становилось объектом пристального интереса исследователей творчества Александра Матвеева и биографии Виктора Борисова-Мусатова. В частности, советский искусствовед Альфред Бассехес называл памятник «элегическим откликом» скульптора на «тихое очарование» картин художника и считал его одной из ключевых работ самого значительного, по мнению исследователя, периода творчества Матвеева, приходившегося на вторую половину 1900-х — начало 1910-х годов.
Памятник на берегу Оки получил отражение в отечественной культуре. В частности, именно вокруг него строится сюжет рассказа советского писателя Константина Паустовского «Уснувший мальчик». Образ «Уснувшего мальчика» играет большую роль в повести Владимира Железникова «Чучело». Надгробие запечатлели на своих полотнах крупные советские и российские художники. Среди них член Московского Союза художников и сотрудник окон ТАСС Лев Аронов и народный художник Российской Федерации Владимир Корбаков.

## Изображение на надгробии и место его расположения

Надгробие В. Э. Борисову-Мусатову с постаментом и надписью на нём

В каталоге творчества Александра Матвеева, который составил советский искусствовед Альфред Бассехес, работа скульптора обозначена как «Надгробие В. Э. Борисову-Мусатову в Тарусе». Бассехес определил её размеры: 143 × 53 × 55 см. Постамент изваяния — 145 × 54 × 55 см, а плинт — 54 × 54 × 60 см. Другие данные приводит в своей монографии Елена Мурина. Размер скульптуры «Надгробие В. Э. Борисову-Мусатову», по её утверждению, — 143 × 53 × 65 см. Постамент же и плинт имеют те же размеры, что указывал Бассехес.
Альфред Бассехес так описывал надгробие в 1961 году: «…на плиту невысокого саркофага легло тело мальчика. Трогательно сомкнуты в коленях его ноги; бессильно откинулась голова — мальчик спит, грезя и каменея, над ним колышутся берёзки сельского кладбища, а за ним сквозят просторы ландшафта». Сотрудник Калужского областного художественного музея Владимир Обухов в монографии о творчестве художника, изданной в 2011 году, и ещё раньше М. Тихомирова в статье в сборнике «Тарусские страницы» (1961) приводили описание могилы Борисова-Мусатова российской и советской художницы Анны Остроумовой-Лебедевой, записанное в её опубликованном только частично дневнике за 23 июля 1939 года (Государственная Публичная библиотека имени Салтыкова-Щедрина, Отдел рукописей, фонд А. П. Остроумовой-Лебедевой, 1015, д. 55, лл. 1—3):

Кладбище, на котором он похоронен… расположено недалеко от б. Воскресенской церкви на высоком берегу Оки, который очень крутым скатом падает к реке. Могила находится в правом углу кладбища, почти на самом краю обрыва… чуть левее, около неё двойная, развесистая берёза. На могиле Борисова-Мусатова лежит тяжёлый и довольно примитивно обработанный пьедестал и на нём, тоже из гранита, обнажённый мальчик. Лежит он в какой-то беспомощной позе. Кажется, что он только что умер или тяжко болен. Лежит он на спине и ноги слегка согнуты в коленях и сдвинуты на сторону. Голова наклонена и тоже круто повёрнута к плечу. Черты неясны… Когда подходишь к могиле, она рисуется на фоне неба, очень открытого зелёного горизонта с лесами, зеленеющими лугами и, под самой горой, прекрасной, бодро текущей Оки. Удивительно хорошо ему выбрано место покоя. Меня так и тянет туда посидеть.— Владимир Обухов. В. Борисов-Мусатов. Жизнь и творчество; М. Тихомирова. Новые материалы о жизни и творчестве В. Э. Борисова-Мусатова
Художница задавалась вопросом, выполнена ли была скульптура изначально так, по её словам, «лапидарно», или со временем контуры выветрились и потеряли свои очертания. 12 августа того же года, возвращаясь с этюдов в окрестностях Тарусы, Остроумова-Лебедева решила попрощаться с могилой художника перед отъездом из города. Она записала в дневнике: «В последний раз посмотрела на изваянную фигуру мальчика. Неплохо исполнено Матвеевым. За памятником — водная рябь, и волны, и блёстки Оки. Хорошее место. Я стояла у могилы и думала, думала…» (л. 37).

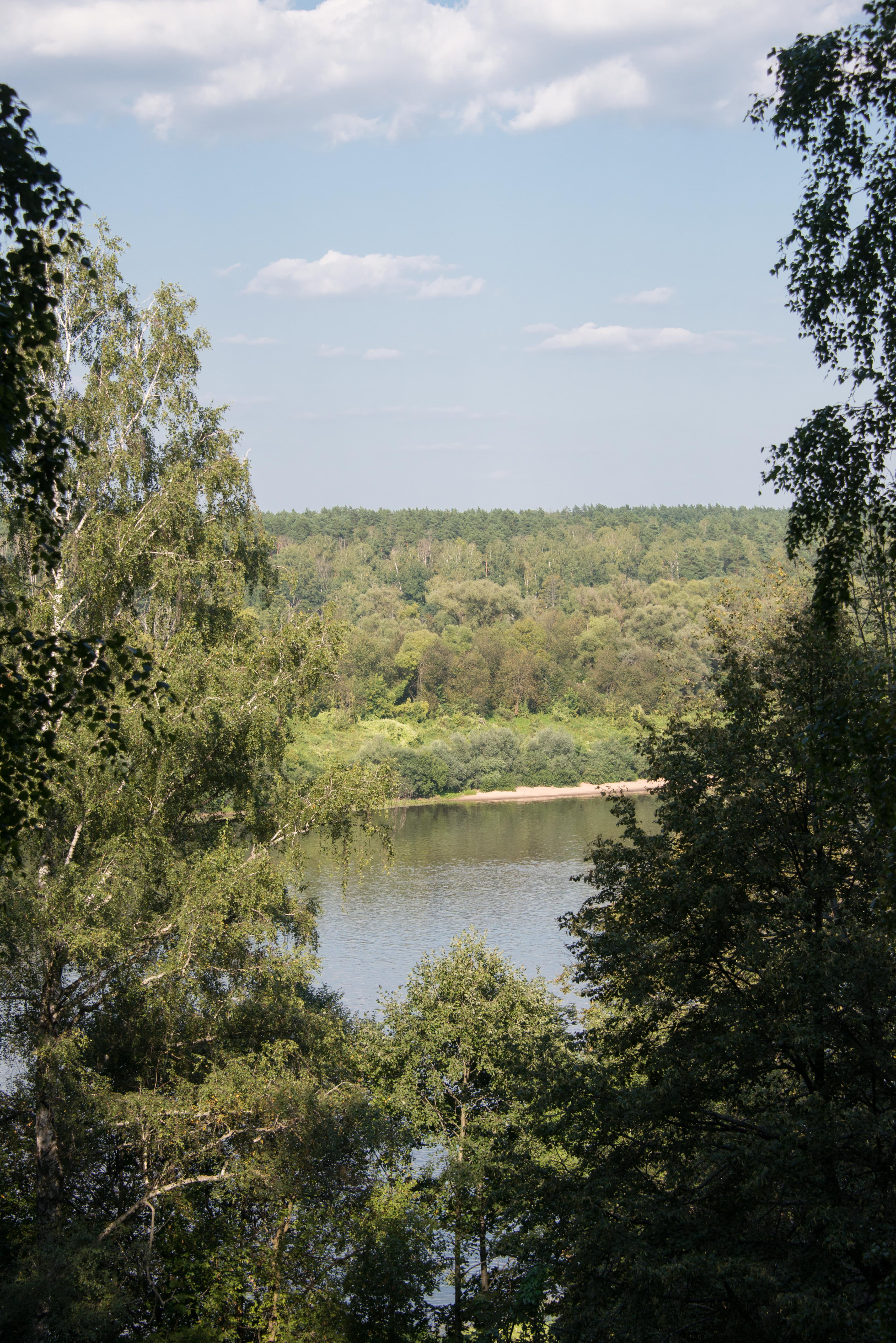
Таруса. Вид на Оку с Мусатовского косогора в настоящее время

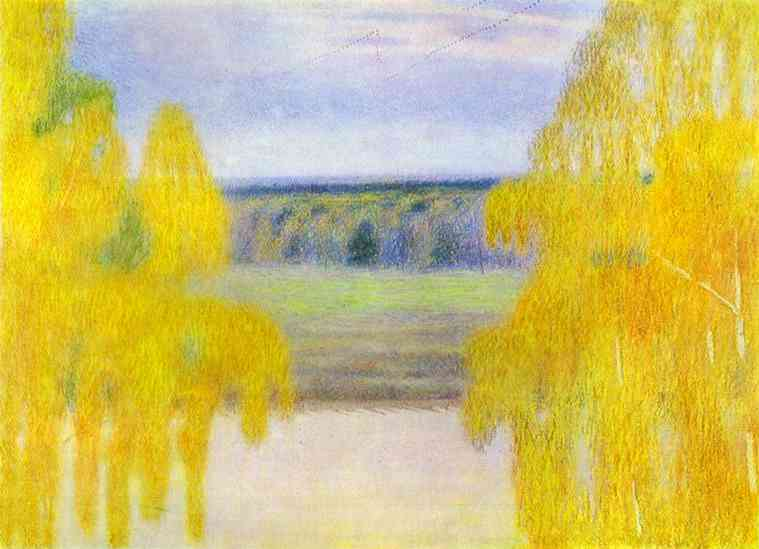
Виктор Борисов-Мусатов. Осенняя песнь, 1905. Предположительно, изображён вид с Мусатовского косогора на Оку

Могила с надгробием находится на высоком берегу реки Оки на окраине города Тарусы — на так называемом Мусатовском косогоре — в месте, куда художник часто приходил посидеть на своей любимой скамейке и которое (об этом рассказывала супруга художника — Елена Мусатова) за несколько месяцев до смерти он сам указал во время прогулки. Искусствовед Михаил Некрасов предполагал, что причиной выбора места для могилы стало желание его супруги, не упоминая о воле самого художника. О впечатлении, которое производит могила на косогоре, советский писатель Константин Паустовский писал: «Осенью с этого косогора открывается в затуманенном воздухе такая беспредельная русская даль, что от неё замирает сердце. Старые берёзы растут на обрыве. Даль видна через сетку золотеющей и поредевшей от ветра листвы. В просветах между листьями висят над пажитями и перелесками розовеющие облака».
Ряд авторов связывали одну из последних картин художника «Осенняя песнь» именно с этим местом. Так, например, поэт Юрий Машков утверждал, что слышал от известного калужского краеведа Ивана Бодрова, что именно с Мусатовского косогора Борисов-Мусатов написал этот вид на противоположный берег Оки среди осенней листвы. Сам, однако, Иван Бодров писал в книге об истории города Тарусы, что в начале XX века косогор выглядел совсем по-другому в сравнении с настоящим временем. На нём в то время находилась только старая плакучая берёза, возле которой и была размещена могила. Уже позже супруга художника посадила здесь четыре небольших дубка и ещё две молодые берёзки.
Близкий друг художника и автор первой монографии о его жизни и творчестве, вышедшей в 1906 году, Владимир Станюкович подробно описывает картину «Осенняя песнь», но никак не соотносит изображение на ней с конкретным географическим местом в Тарусе. Доктор филологических наук, профессор Московской Духовной академии Михаил Дунаев написал об этой картине: «Если бы от всего созданного Борисовым-Мусатовым сохранилась бы только „Осенняя песнь“ — мы имели бы право сказать: то был живописец милостью Божьей».

## История создания и судьба надгробия

### Смерть художника и рост интереса к его творчеству
Виктор Борисов-Мусатов скончался в ночь с 25 на 26 октября 1905 года на даче члена-корреспондента Петербургской академии наук, профессора Московского университета Ивана Цветаева «Песочное» вблизи Тарусы, где он гостил вместе с женой и дочерью по предложению хозяев в их отсутствие. О своём пребывании там художник писал: «…Теперь я в Тарусе. В глуши. На пустынном берегу Оки. И отрезан от всего мира. Живу в мире грёз и фантазий среди берёзовых рощ, задремавших в глубоком сне осенних туманов».
К 1910 году усилиями друзей Борисова-Мусатова в Москве была проведена первая персональная выставка художника на родине. В 1906 году Сергей Дягилев представил на выставке «Мира искусства» в Санкт-Петербурге сразу 62 картины Борисова-Мусатова, а на Русской выставке в Париже — 22. В 1910 году появилась монография о Борисове-Мусатове сотрудника Императорского Эрмитажа Николая Врангеля. Поэт Николай Поярков издал книгу стихов «Памяти Борисова-Мусатова». Вслед за этим к художнику, который мало был известен широкой аудитории при жизни, пришла слава.

### Александр Матвеев и Виктор Борисов-Мусатов

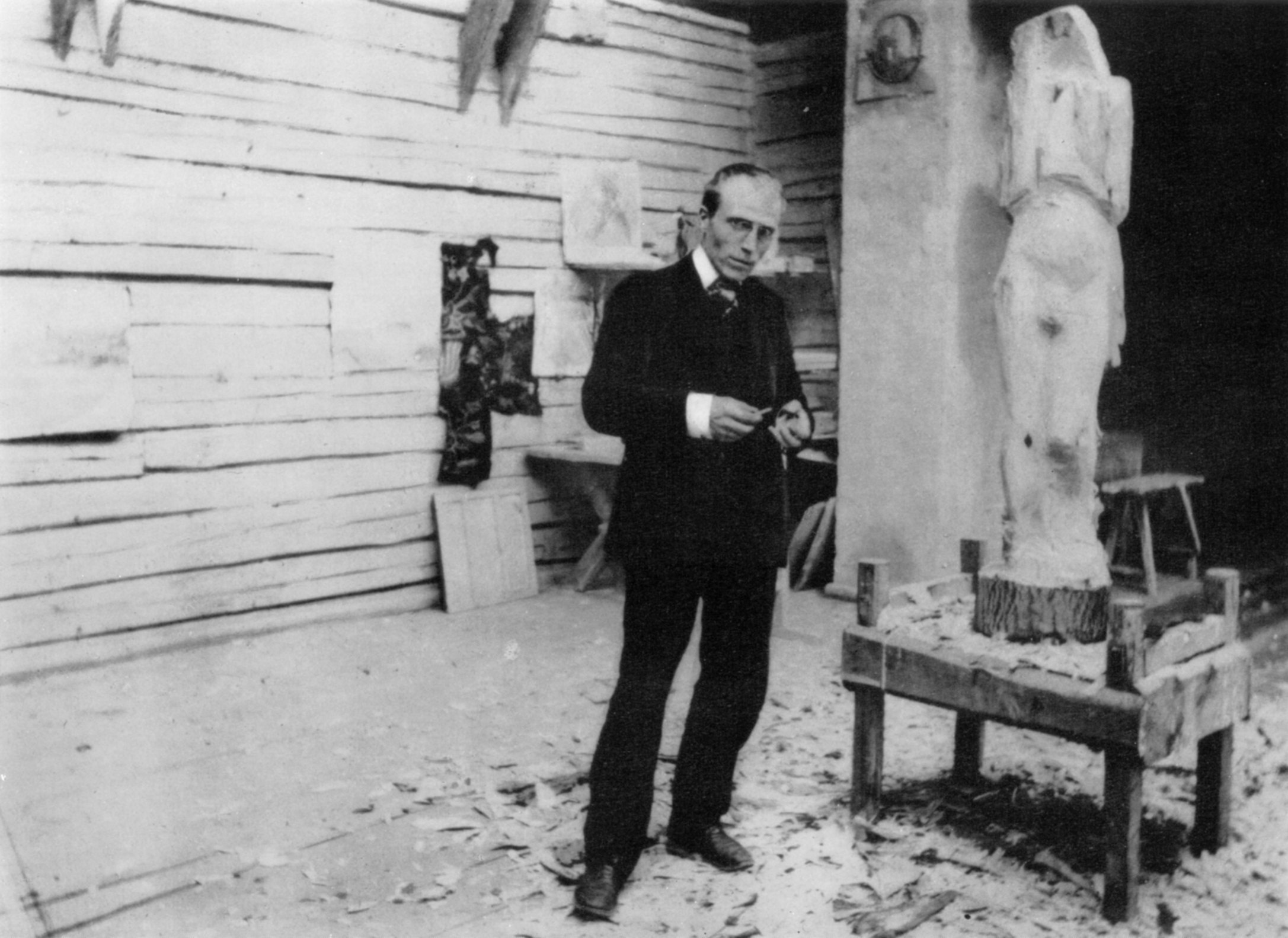
Александр Матвеев в своей мастерской в Кикерино в 1910. Там и тогда он работал над гипсовым этюдом к «Надгробию В. Э. Борисову-Мусатову»

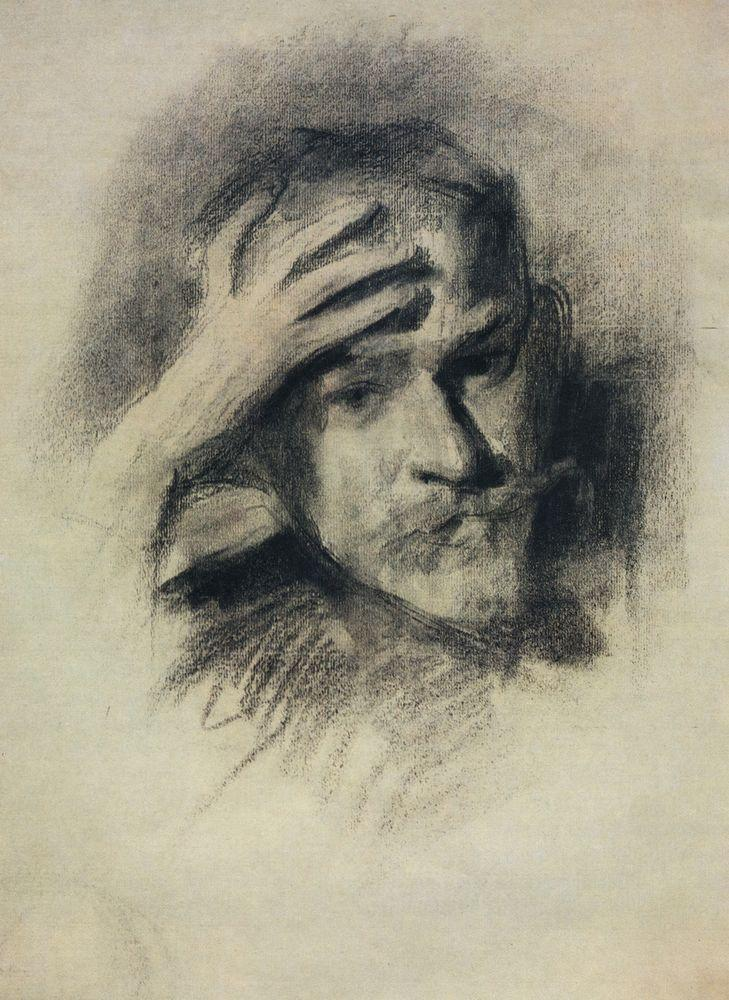
Виктор Борисов-Мусатов. Автопортрет, 1904—1905

К середине 1900-х годов Матвеев прекратил учёбу, отказавшись от защиты диплома сразу после получения серебряной медали по фигурному классу. По инициативе Василия Поленова он побывал в творческой командировке в Париже на средства фонда младшей сестры художника Елены Поленовой. В это время скульптор принимал активное участие в выставках.
Вторая половина 1900-х — начало 1910-х — период, к которому относится создание надгробия Борисова-Мусатова, — советский искусствовед Альфред Бассехес в монографии о скульпторе, изданной в 1961 году, называл вершиной творчества Александра Матвеева. В это время у скульптора была собственная мастерская на заводе известного российского керамиста Петра Ваулина в местечке Кикерино около Санкт-Петербурга. Основными жанрами Матвеева в данный период стали портрет и этюд обнажённой натуры. «Уснувшего мальчика» искусствовед считал наиболее значительной работой среди них.
Борисов-Мусатов был близким другом скульптора. Ещё в годы учёбы в 1900 году Матвеев выполнил его гипсовый портрет («Портрет В. Э. Борисова-Мусатова», Государственная Третьяковская галерея, высота 61 см, присутствуют подпись и датировка — «А. Матвеевъ, 1900», инв. — СК-1861, в 1959 году эта работа была переведена в бронзу). «Портрет В. Э. Борисова-Мусатова» представляет собой полуфигуру сидящего в кресле художника. Альфред Бассехес охарактеризовал его как вполне самостоятельное произведение начинающего скульптора и отметил глубину проникновения в личность натурщика.

### Работа Матвеева над надгробием
Виолончелист-эмигрант Михаил Букиник в статье «Рассказ о художнике В. Э. Борисове-Мусатове» писал, что инициатором установки памятника стала группа друзей и близких покойного художника («перед нами стояла ещё задача о постановке памятника над могилой Мусатова»), которая заказала памятник Александру Матвееву. Из письма самого скульптора искусствоведу и другу покойного Владимиру Станюковичу от 31 октября 1910 года известны финансовые условия договора с супругой художника, на которых Матвеев взялся за исполнение заказа (цитируется с сохранением пунктуации оригинала): «Многоуважаемый Владимир Константинович! Не так давно получил письмо от Е. В. Мусатовой по поводу памятника, с которого посылал ей фотографии, письмо с выражением удовольствия, чему я очень рад… Я хотел бы для окончательного расчёта получить 200 рб. — получено 700 — остаётся на перевоз и установку 100. Таким образом составляется 1000, как и было условлено с Е. В.»
Создание Матвеевым надгробия для художника российский художественный критик Андрей Левинсон назвал «скорбной и почётной задачей». Александр Матвеев задумал скульптуру в виде саркофага, на крышке которого, как он сообщил другу — Владимиру Станюковичу, должна была находиться лежащая фигура. По мнению советского и российского искусствоведа Константина Шилова, Матвеев замышлял памятник как «истинно монументальный»: простой, поэтичный и «соразмерный внутреннему строю мусатовских полотен и той природе, среди которой он будет стоять…». Матвеев много раз видел место захоронения художника — «высокий косогор над Окой, откуда открывается захватывающая дыхание даль». Скульптор выбрал для памятника светло-крапчатый и «дающий формам мягкий контур» гранит. Шилов писал, что впоследствии памятник некоторые искусствоведы будут оценивать как грубо обработанный, но сам он считал, что замысел скульптора был оставить надгробие «живым», «дышащим», «как бы природным».
С точки зрения Константина Шилова, Матвеев, создавая скульптуру, представлял себе маленький дворик Самары, утопающий в травах и листве, освещённый солнцем в зените. Позирующий Матвееву мальчик с узкими глазами ложился в траву на спину и закрывал глаза «в позе уснувшего больного или вдоволь набегавшегося ребёнка: руки брошены вдоль тела, ноги, чуть согнутые, соприкасаются коленями. Он трогательно-беззащитен, и даже под самым лёгким дуновением ветерка беспокоишься, что ему прохладно». Во сне, по мере работы Матвеева над пьедесталом, подросток немного приподнимался над травой, а «в его лице с чуть раскосыми сомкнутыми веками, в припухшей нижней губке и складке над подбородком проступает не только беспомощность, но и как будто обида», — отодвигается от тела левая рука, поднимается грудная клетка, «излом мальчишеского тела пронзает жалостью и печалью…».

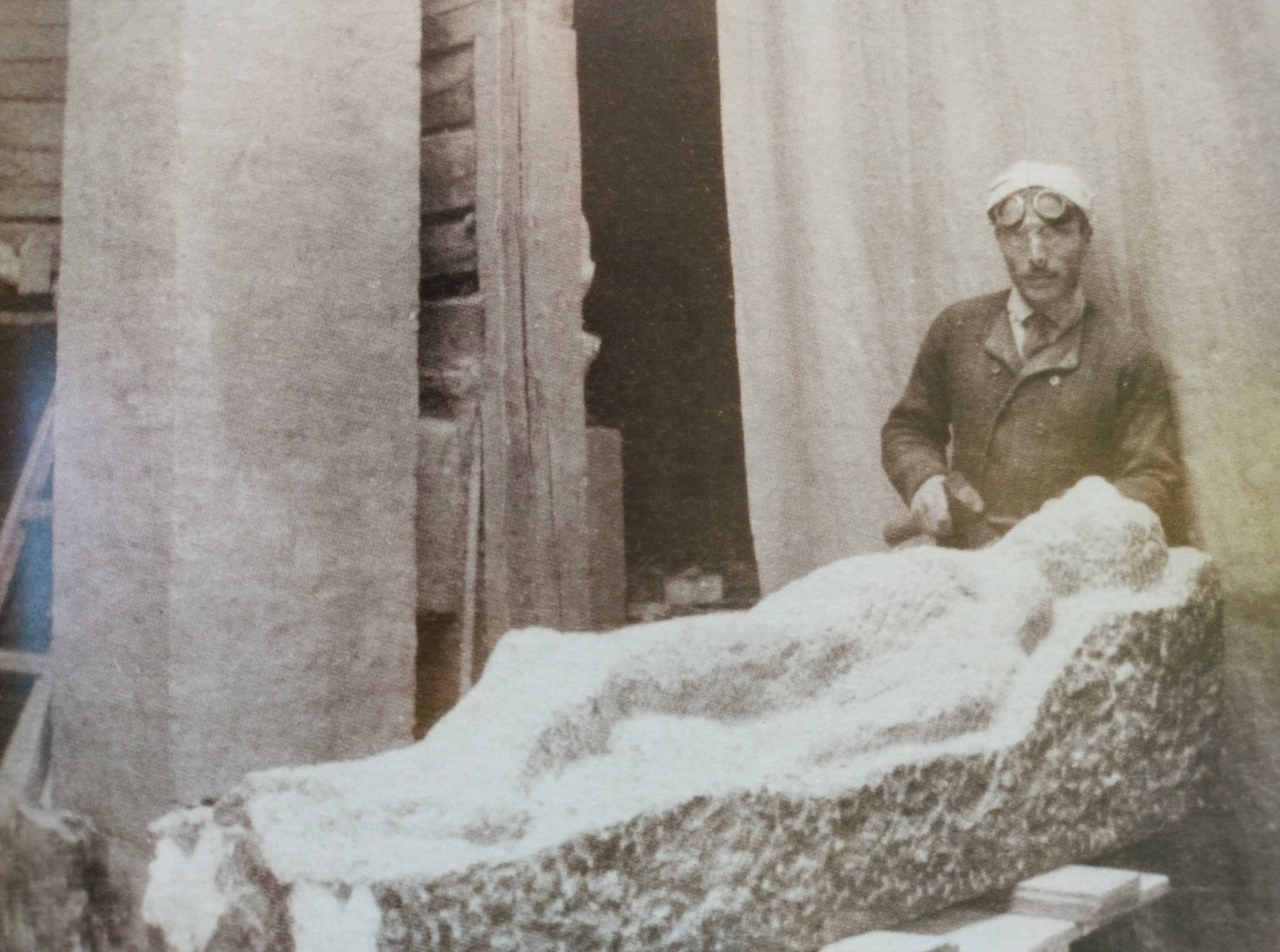
Александр Матвеев работает над надгробием Борисову-Мусатову, 1910

Два подходящих камня из серого крупнозернистого гранита Александр Терентьевич нашёл в Кикерино, где находилась его мастерская, ещё в июне 1910 года. Матвеев хотел, чтобы Станюкович, написавший первую книгу о Борисове-Мусатове, осмотрел уже созданный скульптором этюд к памятнику. О завершении этюда он сообщил другу в письме от 17 июля 1910 года. По мнению Бассехеса, работа над окончательной (гранитной) версией надгробия велась скульптором в Крыму, куда он периодически ездил из Кикерино. В Крыму Матвеев трудился над созданием скульптур для паркового ансамбля Кучук-Коя. Для доказательства искусствовед ссылается на письмо скульптора оттуда, в котором Матвеев писал Владимиру Станюковичу (с сохранением пунктуации оригинала): «Сегодня, слава всевышнему — кончил камень, опять наглотался пыли и утомился. Да и скучное это дело тесать и повторять зады. Но всё-таки, хотя камень и плохой — вышло очень хорошо. Вещь точно ещё больше вошла в закон». Перевод в гранит гипсового этюда Бассехес датировал на основе этого письма октябрём 1910 года. Елена Мурина, однако, устанавливала датировку окончательной версии в камне как широкий временной интервал между 1910 и 1912 годами. Московский писатель и краевед Алексей Митрофанов датировал её 1911 годом.
Сохранилась фотография, запечатлевшая Александра Матвеева за работой над окончательной версией надгробия в граните, сделанная в 1910—1911 годах в посёлке Кикерино. Её размер 5,7 × 8,3 см. Она поступила в Саратовский художественный музей имени А. Н. Радищева в 1978 году в качестве дара от племянницы скульптора М. С. Бочаровой-Матвеевой и в настоящее время находится в собрании Личного фонда А. Т. Матвеева в этом музее.

### Установка надгробия на могиле художника
Когда уже выполненный в граните памятник прибыл в Тарусу, то инициаторы создания надгробия неожиданно для себя наткнулись на острое сопротивление местного духовенства. Священнослужители объявили его языческим. В качестве аргументов были приведены следующие доводы:
- надгробие представляет собой обнажённое тело отрока;
- оно не предусматривает присутствие на могиле почившего художника креста.

Супруга Борисова-Мусатова потратила значительное время на получение необходимых разрешений для установки надгробия, выполненного Матвеевым. Благодаря её многочисленным ходатайствам памятник всё же был установлен, но дополнен крестом.
11 мая 1911 года Александр Матвеев в неопубликованном письме (Русский музей, архив, ф. 27, д. 102, лл. 1, 4, 5, 13) интересовался судьбой изготовленного им надгробия. Тем не менее современный российский искусствовед Михаил Некрасов писал о том, что это событие произошло в 1910 году. Заведующая отделом музеефикации «Усадьбы В. Э. Борисова-Мусатова» в Саратовском художественном музее имени А. Н. Радищева Элеонора Белонович писала, что открытие надгробного памятника состоялось 6 июля 1911 года». Данная информация была опубликована в журнале «Русская художественная летопись» за 1911 год. Она писала: «Небольшая группа родных и друзей собралась тогда под сенью плакучих берёз на берегу Оки, где покоится мастер. Фотограф запечатлел этот миг — на деревьях висели гирлянды венков, повторяя композицию задуманной картины, к которой Мусатов успел написать красивые декоративные этюды».

## Легенда о тонущем мальчике
В соответствии с легендой, получившей распространение среди жителей Тарусы, на надгробии изображён подросток, которого спас из воды Борисов-Мусатов. Сам художник при этом якобы простудился, что и повлекло за собой его скорую смерть. Эту историю как легенду упоминал в своей книге «Таруса», изданной в 1965 году, калужский краевед Иван Бодров. Он уточнял, что действие легенды происходило на реке Оке, и мальчика, в соответствии с ней, так и не удалось вернуть к жизни.
Марина Тихомирова в статье о творчестве Борисова-Мусатова в сборнике «Тарусские страницы» писала без малейших сомнений в реальности произошедшего события: «„сюжетом“ для памятника явилось спасение художником тонущего в Оке мальчика, ребёнка, которому так и не удалось вернуть жизнь». Она не пыталась датировать это событие. Ведущий научный сотрудник Отдела новейших течений Русского музея, кандидат искусствоведения Лев Мочалов в брошюре, изданной в 1976 году, также писал об этом событии как о реальном факте биографии художника, но относил его к более раннему периоду его жизни: «когда-то Мусатов пытался спасти и вернуть к жизни тонущего ребёнка, но безрезультатно. Скульптура над его могилой — напоминание об этом факте». Мочалов воспроизвёл в своей книге практически дословно версию доктора искусствоведения Аллы Русаковой, которую она изложила в монографии 1966 года. Как реальный факт легенду воспринимал и Владимир Обухов в монографии 2011 года. Он дополнял повествование Мочалова новыми деталями:
- художник бросился в Оку на помощь мальчику сразу, как только увидел тонущего;
- Борисов-Мусатов вынес из воды уже мёртвого подростка.

Как Мочалов и Русакова, Обухов не связывал попытку спасения тонущего подростка и смерть художника.

## Гипсовое «Надгробие В. Э. Борисову-Мусатову» в коллекции Русского музея

Неизвестный русский фотограф. Гипсовый этюд к «Надгробию В. Э. Борисову-Мусатову». Фото опубликовано в журнале «Аполлон» в 1913 году

До нашего времени дошло также гипсовое «Надгробие В. Э. Борисову-Мусатову», выполненное Матвеевым и обычно датируемое 1910 годом. Оно находится в настоящее время в коллекции Русского музея в Санкт-Петербурге (размер — 143 × 50 × 38 см в версии Бассехеса, инв. — СК-930). В каталоге Бассехеса эта работа значится как «Этюд к надгробию В. Э. Борисову-Мусатову».
В одном из писем Станюковичу из Кикерино Матвеев 17 июля 1910 года писал: «Этюд для памятника кончил. На днях примусь за камень». Вскоре скульптор отправил Станюковичу и будущие окончательные размеры памятника. Вместе с тем Бассехес отмечал, что работу над каменным надгробием Матвеев завершил только через четыре месяца и не в Кикерино, а в Крыму.
Елена Мурина датировала работу над гипсовым «Надгробием В. Э. Борисову-Мусатову» в каталоге работ скульптора, как и окончательную версию, 1910—1912 годами. Она называла эту работу Матвеева гипсовым слепком (подразумевается, с гранитного надгробия) и не указывала поэтому его размеры в отличие от всех других работ Матвеева. Заслуженный работник культуры Российской Федерации, заведующая отделом советского искусства Русского музея Татьяна Мантурова называла в своей книге о творчестве Матвеева другие размеры гипсовой работы из собрания Русского музея — 143 × 50 × 33 см. В одном фрагменте она назвала её этюдом, а гипс тонированным. В другом фрагменте этой же книги она назвала эту работу «модель и слепок» (глагол «находится» стоит рядом в единственном числе). Гипсовый вариант она датировала 1910 годом. В статье о творчестве Матвеева в журнале «Аполлон» Андрей Левинсон привёл фотографию гипсового этюда к надгробию, датировал его 1909 годом в подписи к ней, но в самом тексте никак не прокомментировал это изображение.
Альфред Бассехес задался целью сравнить этюд, каковым для него было гипсовое «Надгробие В. Э. Борисову-Мусатову» из Русского музея, и окончательный вариант произведения. Он обнаружил следы «осторожной, деликатной, но твёрдой, творческой переработки первоначального замысла». Эту переработку он связал с необходимостью перевода скульптуры в новый материал — «бурый, грубо зернистый гранит». Бассехес писал о стремлении скульптора сохранить при этом переводе «свежесть и непосредственность» темы, которая на то время отличалась принципиальной новизной. В этом аспекте он сравнивал данную работу с творчеством русского художника XIX века Александра Иванова.
Елена Мурина смогла в 1964 году назвать только одну выставку, на которой демонстрировалось надгробие, при этом она не уточняла, была ли это окончательная версия в граните или версия в гипсе (в её понимании — гипсовый слепок). Такая выставка состоялась в 1958 году в Ленинграде и Москве.

## Надгробие в отзывах современников

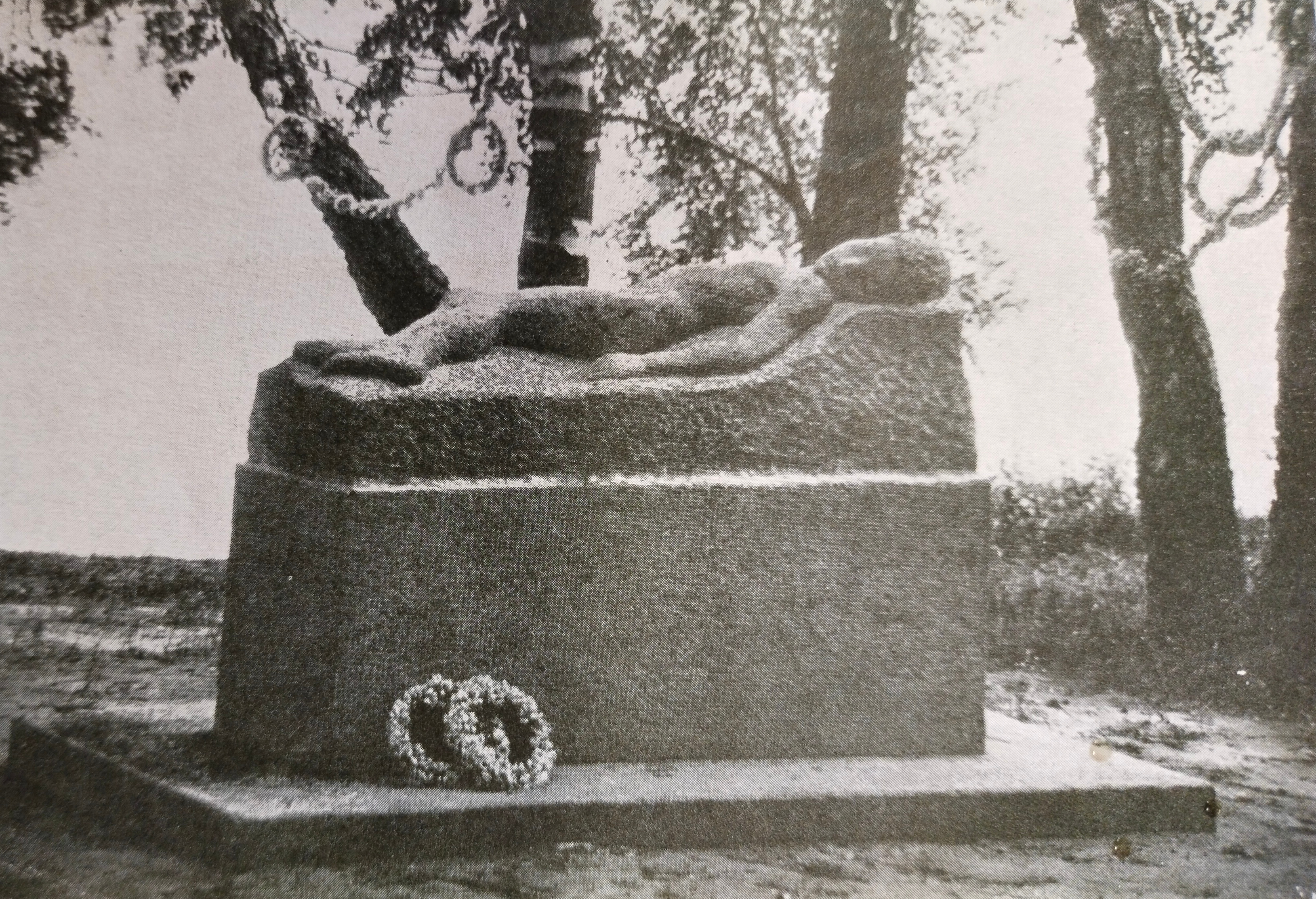
Вид на Оку с Мусатовского косогора. Фотография из журнала «Аполлон» 1913 года

В декабре 1910 года российский искусствовед Владимир Станюкович в письме в редакцию газеты «Речь» высоко оценил как художественные достоинства надгробия, так и его практичность: «он [памятник] прекрасен как художественное произведение и прочен…». Художник Александр Лушников, оставивший воспоминания о Борисове-Мусатове, писал о прекрасном надгробии в тени любимых художником берёз на берегу реки Оки.
По мнению Андрея Левинсона, памятник выражает «задушевность и народные особенности… созерцательной натуры» Матвеева, резко отличающие его творчество от «насыщенного полнокровного темперамента» его современника — французского скульптора Аристида Майоля. Символика замысла надгробия предельно проста, фигура мальчика отличается «робкой нежностью и целомудренным холодком». Надгробие навевает меланхолию и вызывает в памяти «драгоценные воспоминания». По мнению Левинсона, мечтательность и скорбь работ Матвеева этого периода отлично сочетаются со среднерусским пейзажем (в данном случае с берёзовой рощицей, в которой надгробие находится).
Левинсон отмечал связь мальчиков Матвеева с дошедшими до нашего времени античными образцами на эту тему. Скульптор избегал сложных композиций и создавал свои скульптуры в эскизной манере, в них отсутствует элемент повествования, именно поэтому, с точки зрения художественного критика, значительная часть из них не имела авторского названия.

## Надгробие в отечественном искусствоведении

### В советском искусствоведении

Надгробие В. Э. Борисову-Мусатову. Лицо и грудь мальчика

Альфред Бассехес называл надгробие Борисова-Мусатова элегическим откликом на творчество художника — на «тихое очарование» его картин. Искусствовед подчёркивал простоту и задушевность работы скульптора, а также удачное расположение надгробия на высоком берегу реки Оки. Он отказывался видеть в этом произведении какую бы то ни было стилизацию и писал о реализме изображения, отмечая глубокое изучение скульптором натуры. Бассехес охарактеризовал «Уснувшего мальчика» как ясное с чёткими пластическими формами произведение Матвеева.
Бассехес находил сходство этой скульптуры с тремя другими произведениями Матвеева этого периода: горельефом «Спящие мальчики», «Сидящим мальчиком» 1909 года и мраморным «Юношей» 1911 года из Русского музея. По мнению искусствоведа, скульптор отказался в этих четырёх работах как от канонов академизма и «общих слов», так и от салонной изнеженности, и следовал внутренней логике творческого процесса. Бассехес писал о «поэтически целостном ощущении живой ритмики изображения человеческого тела» при восприятии этих четырёх скульптур. Он утверждал, что в создании этих работ Матвеев вдохновлялся прогрессивными демократическими идеалами и следовал в фарватере творчества таких «воителей против всяческой фальши», как Антон Чехов, Валентин Серов и Константин Станиславский. Советский искусствовед Марина Тихомирова назвала в статье 1961 года надгробие художника «символом юности».
Елена Мурина уделила надгробию Борисову-Мусатову лишь один абзац своей большой монографии о творчестве Матвеева. Она отметила, что скульптор выразил «сложные человеческие чувства соразмерным языком пластической гармонии», рассказал о Борисове-Мусатове как о человеке и художнике, сумел выразить скорбь о его смерти, изложил свои размышления о жизни и бессмертии. В работе, по мнению искусствоведа, господствует эстетика простоты и сдержанности, сама она является образцом пластического обобщения. Образ уснувшего мальчика утверждает «нетленную красоту человека» и бессмертие самого художника Борисова-Мусатова.
Кандидат искусствоведения, член-корреспондент Академии художеств СССР Наталия Соколова писала о чарующем впечатлении от надгробия. Она назвала его одним из самых поэтических надгробий в русской скульптуре. По её мнению, оно воспроизводит то «чистое, чуть болезненное и печальное, что было в личности и творчестве Борисова-Мусатова». «Трогательное, беспомощное в этой лежащей детской фигурке» спящего «на простом прямоугольном грубозернистом камне» обнажённого мальчика перекликается, с точки зрения советского искусствоведа, с судьбой и характером художника. Она писала также об удачно выбранном месте, выбранном для памятника в окружении плакучих берёз.
Доктор искусствоведения Марк Нейман отмечал оттенок дремотной мечтательности, лёгкой грусти и ленивой истомы в надгробии художника и считал, что в этом проявилась невольная дань настроениям времени. Искусствовед отрицал, что работы Матвеева «таят в себе драматизм, возможность мятежной внутренней борьбы». Напротив, по его мнению, им свойственно состояние безмятежности: «Человек в них очищен от „жизненной скверны“, отстранён от мирской суеты; он стоит в стороне от схваток, не участвует в жизни, он её созерцает». Нейман отмечал символизм памятника Борисову-Мусатову: «тонкая, с бессильно откинутой головой фигура мальчика, распластанная на холодном камне, как бы стирает ту таинственную грань, за которой состояние глубокого покоя незаметно переходит в вечный сон. Смерть не пугает, она лишь вызывает чувство печали». Искусствовед писал, что скорбный лиризм надгробия соответствует окружающей его атмосфере сельского пейзажа.
Марк Нейман утверждал, что при переводе в гранит первоначальная фигура, сделанная из гипса, несколько видоизменилась, но при этом она сохранила задушевную мягкость, трогательную безыскусственность, характерные для первоначального замысла. Советский искусствовед считал, что Матвеев удачно соединил «фигурку мальчика, сделанную в форме высокого рельефа, с архитектурной частью памятника». Выверено и соотношение широкой плиты, лежащей в основании надгробия, и прямоугольного цоколя, переходящего в гранитное ложе. Подводя итог своему анализу «Надгробия В. Э. Борисову-Мусатову», Марк Нейман писал, что «камерное надгробие может служить примером глубоко продуманного синтеза пластических средств с архитектурными, искусства с окружающей природой».
Советский искусствовед Татьяна Мантурова называла «Уснувшего мальчика» одним из самых поэтических русских надгробий, данью уважения, любви и восторга по отношению к Борисову-Мусатову. Она характеризовала его как горельеф и отмечала отроческую беспомощность изображённого подростка. По мнению Мантуровой, фигура выражает «разлитую в русской природе красоту, поэтичность и то особое чувство, которому нет названия, но которое понятно и знакомо каждому русскому человеку».
Целую страницу в своей брошюре о творчестве Борисова-Мусатова посвятил надгробию Лев Мочалов. Эту скульптуру он назвал пластическим символом творчества художника: гранитный мальчик не умер, он только спит. Мальчик «продолжает жить в каком-то ином масштабе пространства и времени». По словам Мочалова, «мальчик дышит вместе с родной землей, её холмами, перелесками, излуками рек. Грезит вместе с проплывающими туманами». Искусствовед проводил параллель между надгробием и творчеством художника: «Так грезит, глядя на окружающее, и художник, согласно веяниям века писавший закаты, но остающийся всегда утренне чистым и юным. Он из тех, кто томим жаждой духовной, как и надлежит пророку,
пусть его пророчества вовсе не громогласные, а произносимые шёпотом, скорее признания самому себе».
Действительный член Академии художеств СССР и член-корреспондент Австрийской академии наук Михаил Алпатов, близко знавший, по его словам, скульптора, писал, что Александр Матвеев в надгробии Борисову-Мусатову «выразил сущность своего старшего друга… изобразив спящего мальчика на его гробнице: не жизнь, не смерть, но сладкий сон, покой и ожидание пробуждения».
Советский искусствовед, кандидат искусствоведения Игорь Шмидт отмечал у Матвеева желание использовать в своих работах «предельную лаконичность, подчёркнуто скупую манеру лепки» и смелость «обобщения скульптурных форм», что, в частности, проявилось в его работах с детским и женским обнажённым телом. «Надгробие В. Борисову-Мусатову» Шмидт относил к числу наиболее значительных произведений Матвеева дооктябрьского периода. Искусствовед отмечал в этой работе «много детской непосредственности и вместе с тем неловкой юношеской угловатости».

### В современном российском искусствоведении
Академик Российской академии наук и член-корреспондент Российской академии художеств Дмитрий Сарабьянов писал, что надгробие Борисову-Мусатову заслуживает столь же высокой оценки, что и работы, выполненные Матвеевым для усадьбы в Кучук-Кое. По его словам, скульптор «как бы слил воедино камень и фигуру мальчика, уснувшего на своём гранитном ложе». Он отмечал, что «мальчик словно вернулся в камень, в земную твердь, но не окаменел сам, а напротив, одухотворил эту твердь». Расслабленное тело подростка, его откинутая назад голова, беспомощно изогнутые ноги показывают, что мальчик не сопротивлялся вечному сну, в чём Сарабьянов увидел «символ нетленной красоты». Искусствовед обращал внимание, что гранит под воздействием скульптора приобрёл мягкость и податливость, его пористая поверхность создаёт у зрителя ощущение живого дыхания.
С точки зрения Константина Шилова, скульптор задумал памятник «вечно юной душе искусства» и «символ мальчишеской души старшего друга-художника», «женственно-детской чистоте» картин Борисова-Мусатова. Современный искусствовед Владимир Обухов писал, что надгробие наиболее впечатляет ранней весной и поздней осенью, когда через ветви деревьев, ещё или уже не покрытые листвой, хорошо видны окрестности косогора. По утверждению искусствоведа, это позволяет «меланхолически-поэтически», «на мусатовский лад» воспринимать прошлое — перипетии судьбы художника и неоднозначность его творчества. Искусствовед описывал надгробие: «обнажённый мальчик то ли погружается в каменный массив, то ли всплывает из него». Состояние, в котором он находится, — «посмертный сон, вечная грёза, вечное существование — на грани бытия и небытия».
Профессор-эмерит кафедры славистики Калифорнийского университета в Беркли Ольга Матич отнесла «Надгробие В. Э. Борисову-Мусатову» к жанру эффигий — к трёхмерным скульптурным надгробиям лежащих священнослужителей, рыцарей, королей и других представителей секулярного общества. Их родоначальниками считаются этрусские саркофаги с лежащими фигурами. В России горизонтальные изображения человека на крышках надгробий появились с XVI века — позже, чем в европейских культурах. Это были изображения святых, при этом, хотя изображения «лежачие», позы напоминали стоящие фигуры. В более позднее время в России эффигии были также редки и, как правило, связаны с неправославными конфессиями. Скульптуру Матвеева она относила к стилю модерн, называла самой необычной российской эффигией, утверждала, что она изваяна из «красного», по её словам, гранита. То, что надгробие было установлено лишь в 1910 году (через пять лет после смерти художника), она объясняла сопротивлением церкви изображению нагого подростка.
Доктор медицинских наук, профессор кафедры психологии факультета психологии Сыктывкарского государственного университета имени Питирима Сорокина Виктор Нагаев в монографии «Эротика и порнография. Критерии различий. Проблемы правовой оценки и экспертизы» (2009) отмечал, что, как и в Европе, в русском изобразительном искусстве начала XX века были популярны образы нагих мальчиков. Автор считал, что эта тема была центральной для Матвеева. Скульптор, по замечанию автора монографии, в период между 1907 и 1915 годами «изваял целую галерею маленьких мальчиков». В этот ряд правовед ставил и «Надгробие В. Э. Борисову-Мусатову» (Нагаев датировал его 1910—1912 годами). Правда, Нагаев отмечал, что «ничего „педофильского“ в этих скульптурах, разумеется, не было, но после 1917 г. продолжать эту тему стало невозможно».
Современная московская художница Вера Баева в книге о Борисове-Мусатове, изданной в 2011 году, придерживается версии, что художник сам незадолго до смерти указал место своего будущего захоронения. О надгробии она пишет: «Этот образ тонко отражает немного наивный и детский, но романтический характер Борисова-Мусатова и его чистый и возвышенный дар».

## Надгробие в культуре

### Рассказ Константина Паустовского «Уснувший мальчик»
Советский писатель Константин Паустовский написал рассказ «Уснувший мальчик». Впервые он был опубликован в газете «Социалистическое земледелие» 2 мая 1957 года. Сюжет рассказа: главный герой возвращается в небольшой город (впоследствии станет ясно, что речь идёт о Тарусе) на реке. Он встречается на пристани с местным садовником Леонтием Назаровичем, мечтающем о превращении этого города в цветущий сад и пишущем его историю. Особое место в будущей книге должно занимать пребывание в этом городке деятелей отечественного изобразительного искусства. Во время беседы персонажи рассказа вспоминают о пребывании в Тарусе Виктора Борисова-Мусатова. Главный герой, от имени которого ведётся повествование, упоминает в связи с этим о состоянии могилы художника: «изгородь валялась сломанная, возле памятника паслись козы и, поглядывая на меня жёлтыми наглыми глазами, сдирали начисто кору с соседнего куста бузины». Леонтий Назарович в ответ задаёт ему вопрос: «Вы давно были на могиле Борисова-Мусатова?» Простившись с садовником, герой рассказа отправляется прямо с пристани на косогор, где находится могила. Ему в глаза бросается резкое изменение: «Ещё издали, подходя к могиле, я заметил, что она окружена новой изгородью. Внутри всё было прибрано, и большой полукруг недавно посаженных кустарников замыкал фигуру спящего мальчика, отмытую от глины».
Спустя два дня происходит новая встреча героев рассказа. Услышав от друга рассказ о старом стороже гробницы Рафаэля Санти в Риме, который каждую неделю покупал из своей скудной зарплаты цветы и клал их на гробницу великого художника, Леонтий Назарович благодарит его, но ни словом не упоминает, что это именно он привёл в порядок могилу Борисова-Мусатова.
Доктор филологических наук Нина Хрящева и кандидат филологических наук Юлия Сухорукова увидели в рассказе Паустовского мысль «о соизмеримости разных сознаний — народного и сознания интеллигента — в способности воспринимать и творить прекрасное».

### Статья Константина Паустовского «Географические заметки»

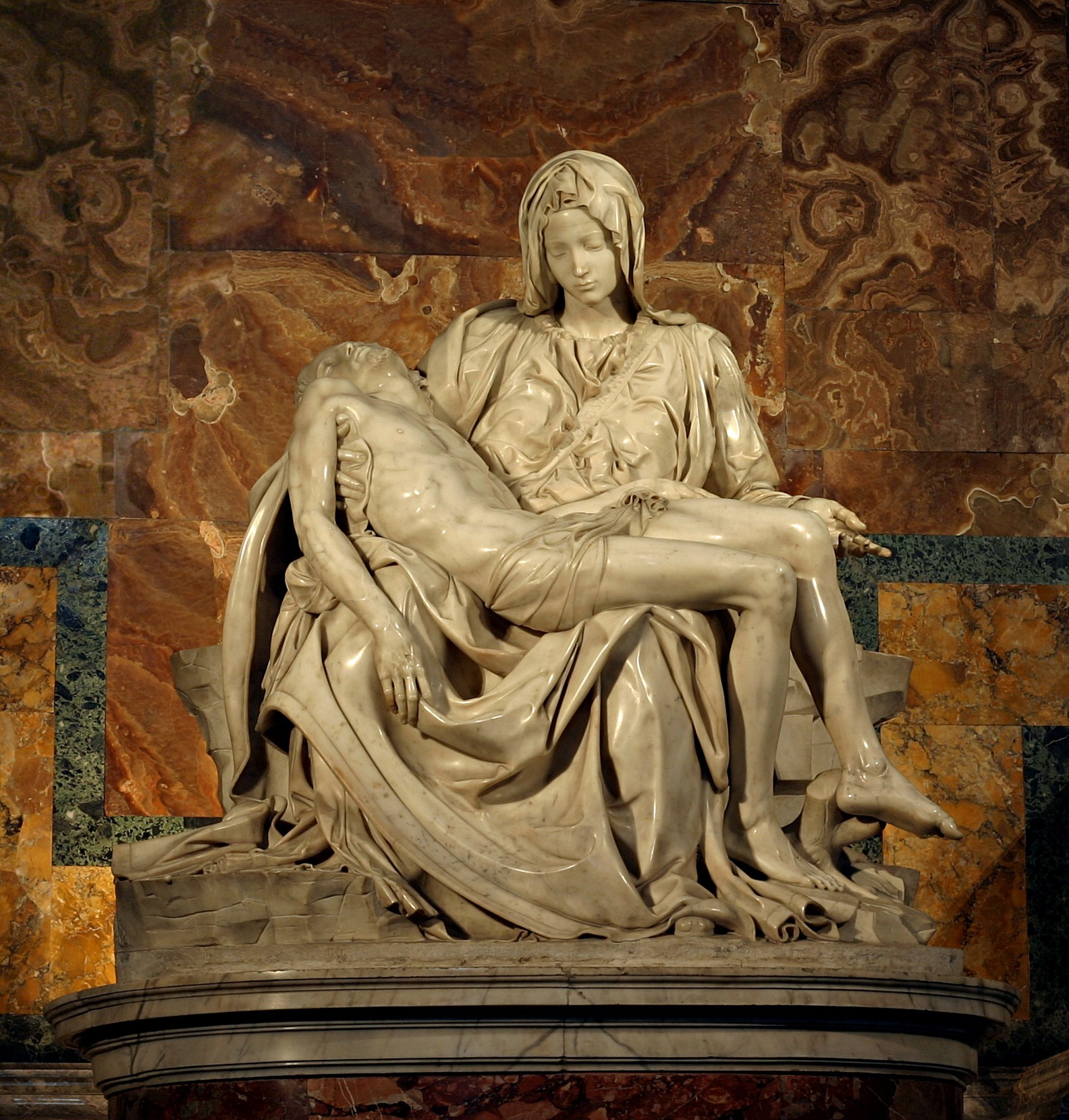
Микеланджело. Пьета, 1497

Впервые статья была напечатана в № 12 журнала «Вокруг света» за 1957 год. Она посвящена пребыванию Паустовского в 1956 году в Риме. Писатель рассказывает о своих впечатлениях от скульптурных и живописных произведений эпохи Возрождения, а также от памятников архитектуры античности и начала Нового времени. Александра Матвеева он называет наследником Микеланджело.

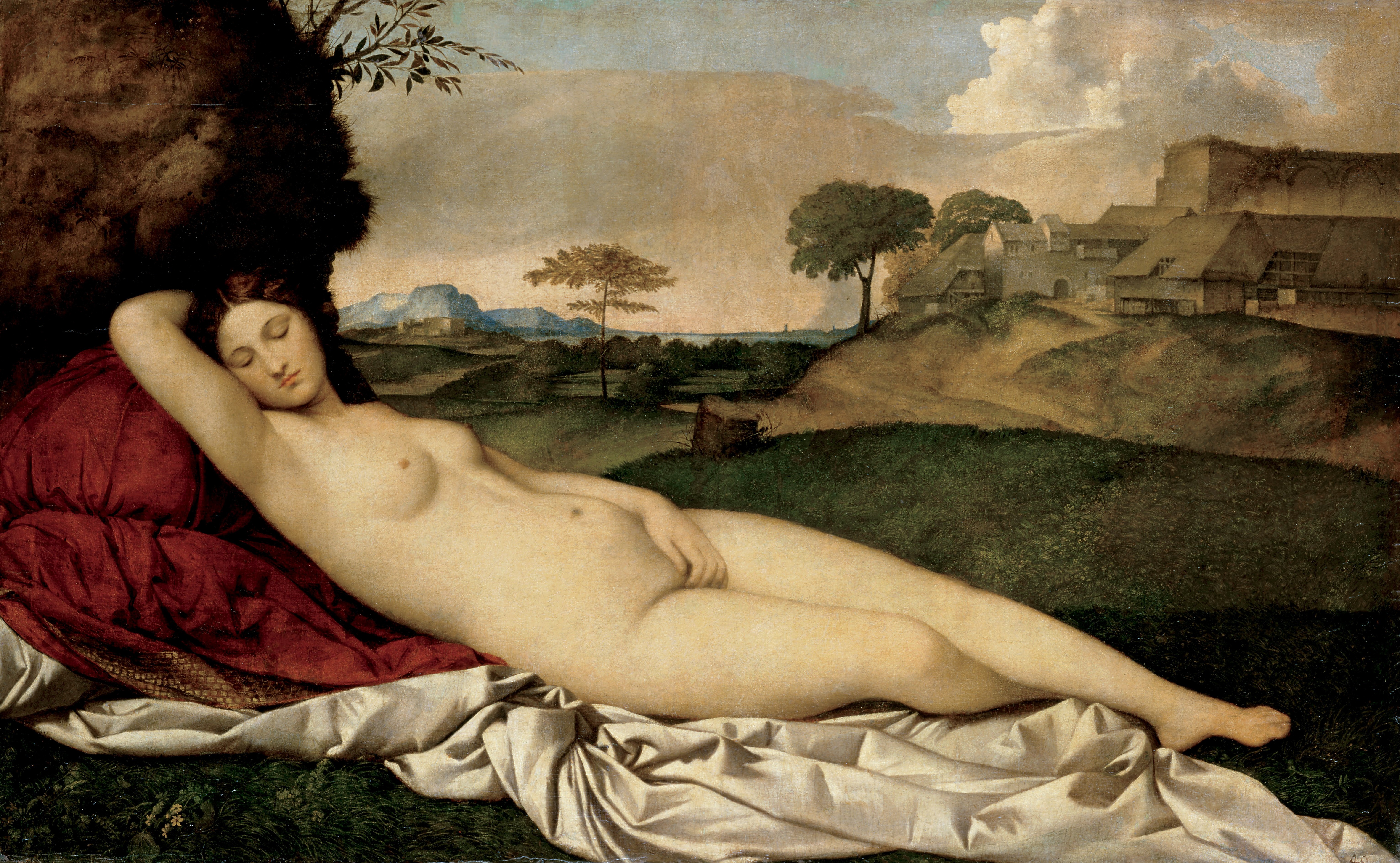
Джорджоне. Спящая Венера, 1508

Дважды, находясь в Риме, Константин Паустовский вспоминал о «Надгробии В. Э. Борисову-Мусатову» — у гробницы Рафаэля в римском Пантеоне и около скульптурной композиции «Пьета» Микеланджело в соборе Святого Петра в Ватикане. Описывая свои впечатления от этой работы Матвеева, Паустовский писал: «мысли, которые охватывают вас на могиле Борисова-Мусатова, я бы назвал осенними мыслями. Они появляются из глубины сознания, спокойные, звенящие, как подмёрзшие лужицы. Мысли о непрерывном потоке той силы, которую мы зовем красотой, той поразительной силы, что переходит из века в век и одинаково покоряет нас в строфах Гомера, в мадоннах Рафаэля, в „Венере“ Джорджоне, в бездонных глазах Владимирской богоматери, в словах о том, что „ненастный день потух, ненастной ночи мгла по небу стелется одеждою свинцовой“, в просёлочных дорогах Левитана и волшебной дымке Коро».
Писатель подробно описывает в статье вид с Мусатовского косогора на противоположный берег Оки и сам косогор. Он утверждает, что художник написал именно здесь «известный свой пейзаж — такой тонкий и задумчивый, что он мог бы показаться сновидением, если бы вы не чувствовали, что каждый листок прогрет последним теплом солнца» (название этого полотна Паустовский не упоминает).
Подводя итог своим размышлениям о надгробии художника, Паустовский писал, что необходимо довериться «осенним мыслям», оставив скептицизм тем, «кто уже мёртв от собственной трезвости». С точки зрения писателя скептицизм не украшает жизнь. Одного только этого достаточно, чтобы не принимать его всерьёз.

### Повесть Владимира Железникова «Чучело»
Скульптура «Уснувший мальчик» неоднократно упоминается в повести Владимира Железникова «Чучело» (впервые издана в 1981 году). Действие происходит в небольшом городке, куда к чудаковатому интеллигентному деду приезжает внучка-подросток Лена. Однажды, во время осенних каникул она оказывается возле надгробия Борисову-Мусатову в тополиной роще: «Мальчик лежал на спине, слегка подогнув ноги, вытянув руки вдоль тела и склонив голову к плечу. Он всегда был грустным, а сегодня показался Ленке на редкость печальным. Может быть, оттого, что слишком низко висели над землей тучи, или оттого, что на душе у Ленки было тревожно. Только она почувствовала себя одинокой и никому здесь не нужной, и ей захотелось немедленно уехать из этого городка…».
Мальчика Диму Сомова, в которого влюблена Лена, она сравнивает с фигурой на надгробии: «какой-то он весь таинственный, как „Уснувший мальчик“». Единственное различие она заметила в улыбке: у мальчика на надгробии — испуганная, а у обеспеченного и самоуверенного Димы долгое время она была надменная, но после того, как он предал одноклассников, — тоже испуганная. Дед вспоминает, как Лена первый раз приехала к нему ещё ребёнком. Тогда она неожиданно исчезла, что привело всех родных в ужас. Дед продолжает: «Я тебя нашёл около „Уснувшего мальчика“. Ты ему одежду принесла. Ждала, когда он проснётся, и хотела, чтобы он оделся и ушёл с тобой. Ты всё ждала, ждала, когда же он проснётся!… Я тебе говорю: пора домой. А ты как стала реветь: хочу, чтобы он проснулся, и баста!… Еле унёс тебя».
Кандидат филологических наук Елена Полева и Елена Мячина в статье «Образ центральной героини в повести В. К. Железникова „Чучело“» усмотрели в образе уснувшего мальчика, который постоянно посещает Лену, «лжерыцарство» Димы Сомова. В нём она хотела бы видеть защитника слабых, ассоциируя себя, по мнению исследователей, с Прекрасной Дамой. Исследователи отмечали готовность девочки «терпеливо ждать, когда он очнётся от дурного сна». Авторы статьи увидели в этом соответствие образа девочки «идеалу женской мудрости».

### Другие произведения
В коллекции Государственного музея истории российской литературы имени В. И. Даля находятся две фотографии 1930-х годов, запечатлевшие надгробие в это время.
Советский поэт-эмигрант и искусствовед Юрий Кублановский упоминает надгробие в своём стихотворении «На Оке (Продолжение)» (1977): «С наклоном стриженой головы надгробный мальчик беспечно спит». Позже, в 2001 году поэт использовал эти строки как эпиграф к стихотворению «Ивы».
Доктор исторических наук, заведующая кафедрой региональных исследований факультета иностранных языков и регионоведения МГУ Анна Павловская в книге «Съедобная история моей семьи» вспоминала, как в сопровождении матери посещала могилу Борисова-Мусатова. Она писала, что её детское воображение было поражено таинственной историей о смерти, связанной с этим местом. Мама рассказывала, как однажды в Оке утонул мальчик, а художник вытащил его, но уже мёртвого. По словам Павловской, Ока действительно именно в этом месте «„славится“ водоворотами и омутами, так что народу в ней утонуло немало». По утверждению автора, Матвеев изобразил именно этого мальчика, «причём так, что непонятно — умер он или спит». Анна Павловская сознавалась, что в то время вообще ничего не знала о Борисове-Мусатове, однако «было какое-то мистическое чувство, в котором трагический образ погибшего ребёнка, живопись, Таруса — всё переплелось в единое целое».
Автор вышедшей в 2022 году книги «И жизнь, и слёзы, и любовь» — лауреат премии Союза журналистов СССР «Золотое перо» и премии Союза журналистов России Ольга Обухова. Влюблённые герои этой детективной мелодрамы бизнесмен Андрей Андросов и одинокая вдова Даша принимают решение поселиться в Тарусе, чтобы укрыться от мести разъярённой супруги предпринимателя. Они поднимаются на Мусатовский косогор, чтобы возложить венок из васильков на могилу художника. Андросов рассказывает легенду о тонувшем мальчике, которого пытался, но так и не мог спасти художник, скончавшийся вскоре после этого. На косогоре они встречаются и беседуют с известным советским и российским художником Дмитрием Жилинским, его женой и сыном.
Надгробие запечатлели известные советские и современные российские художники. Среди них Лев Аронов («Могила Борисова-Мусатова. Таруса», 1966), Александр Волков («Таруса. Надгробие скульптора Матвеева на могиле В. Э. Борисова-Мусатова», 1978, масло, картон, 73 x 49,5 см, Муниципальное бюджетное учреждение «Музей истории города Обнинска», инв. ИЗО-1063), Лев Корчемкин («Надгробие Борисову-Мусатову в Тарусе», 1982, бумага, акварель, 30,5 × 44 см) и Владимир Корбаков («Уснувший мальчик. Скульптура Матвеева на могиле Борисова-Мусатова в Тарусе», 2011, холст, масло, 130 × 150 см, Вологодская областная картинная галерея, инв. 3597-Ж). В 1986 году была издана почтовая открытка «Памятник-надгробие на могиле В. Э. Борисова-Мусатова. Автор А. Матвеев. Ока. Тарусский плёс» в комплекте открыток «Таруса» из серии «Памятные места СССР».